# Lucius Cincius Alimentus
Lucius Cincius Alimentus war ein römischer Politiker und Geschichtsschreiber der republikanischen Zeit. Er lebte im ausgehenden 3. und beginnenden 2. Jahrhundert v. Chr.

## Leben und Werk
Cincius entstammte einer wenig bedeutenden plebejischen Familie und gehörte dem Senat an. Während des Zweiten Punischen Krieges war er 210 v. Chr. als Prätor Kommandant von zwei Legionen auf Sizilien, wo er, wohl als Proprätor, noch im folgenden Jahr blieb. Zu seinen Truppen gehörten insbesondere die Legiones Cannenses. 209 v. Chr. schützte er unter dem Oberkommando des Prokonsuls Marcus Valerius Laevinus die Osthälfte der Insel, das neuerworbene Gebiet von Syrakus. 208 v. Chr. wurde er von dort abberufen, um die Belagerung des in punischer Hand befindlichen Lokroi von der Seeseite her zu leiten. Er bestürmte die Stadt heftig, wurde aber von den Verteidigern zum Abzuge gezwungen, als Hannibals Sieg über die Konsuln und sein Anrücken zum Entsatz ihnen neuen Mut eingeflößt hatte. Noch Ende desselben Jahres gehörte er unmittelbar nach seiner Rückkehr nach Rom einer Gesandtschaft des Senats an den verwundeten Konsul Titus Quinctius Crispinus in Capua an, nachdem der andere Konsul Marcus Claudius Marcellus gefallen war. Sonst ist über Cincius nur aufgrund seines eigenen, von Titus Livius erhaltenen Zeugnisses bekannt, dass er zu einem nicht näher bestimmbaren Zeitpunkt von Hannibal gefangen genommen wurde und persönlich mit ihm verkehrte.
Das in griechischer Sprache verfasste Geschichtswerk des Cincius Alimentus, des neben seinem älteren Zeitgenossen Quintus Fabius Pictor frühesten römischen Historikers, reichte wohl von den Anfängen Roms bis zu seiner eigenen Zeit. Es enthält einige Mythen und Legenden sowie Aitiologien. Quelle ist hierfür Dionysios von Halikarnassos, der ihn erwähnt; das Werk selbst ist bis auf wenige Fragmente verloren. Cincius Alimentus setzte die Gründung Roms auf das Jahr 729 v. Chr. an.